# Carlo Luigi Pietragrua
Carlo Luigi Pietragrua, auch genannt Carlo Luigi Pietro Grua oder Pietro Grua (* um 1665 in Florenz oder Mailand; † 27. März 1726 in Venedig), war ein italienischer Sänger, Komponist, Kapellmeister und Chorleiter. Den größten Teil seines Lebens verbrachte er als Musiker an Höfen in Dresden, Düsseldorf und Heidelberg. Er komponierte vor allem geistliche Musik, Kammerduette, Arien und einige Opern.

## Leben
Das Leben Pietragruas ist nur lückenhaft zu belegen. Er entstammte einer italienischen Musikerfamilie, als sein Geburtsort wird Mailand oder Florenz genannt. Pietragrua wurde 1687 durch Vermittlung von Kapellmeister Carlo Pallavicino, als Altist in  kurfürstlichen Hofkapelle in Dresden aufgenommen. 1693 bekleidete er dort das Amt eines Vize-Kapellmeisters, ein Jahr später das gleiche Amt in Düsseldorf unter Johann Hugo von Wilderer in der Hofkapelle von Kurfürst Johann Wilhelm.
In der Zeit von 1705 bis 1707 war er am kaiserlichen Hof in Wien tätig, kehrte aber dann nach Düsseldorf zurück. Nach der Zusammenlegung der Innsbrucker und der Düsseldorfer Hofkapelle unter Kurfürst Karl III. Philipp, ist Pietragrua 1718 in Heidelberg nachweisbar. Vom 26. Februar 1719 bis zu seinem Tod 1726 war er maestro di coro am Ospedale della Pietà, einem der vier Waisenhäuser für Mädchen in Venedig. In Venedig komponierte er in dieser Zeit mehrere Opern, die an verschiedenen Opernhäusern der Stadt uraufgeführt wurden.

## Werke
Bühnenwerke

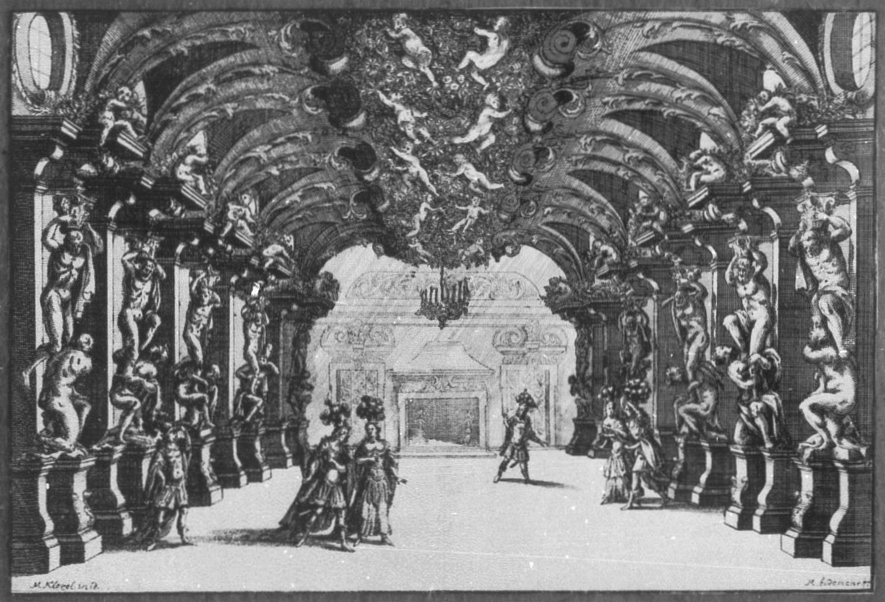
Bühnenbild zur Oper Camillo Generoso, Opernhaus am Taschenberg, Dresden 1693

- Camillo generoso, „dramma“ in 3 Akten, aufgeführt am Karneval 1693 in Dresden[5]
- Telegono, „tragedia per musica“ in 5 Akten, aufgeführt am Karneval 1697 in Düsseldorf, Libretto von Stefano Benedetto Pallavicini[6]
- Il pastor fido, „tragicommedia pastorale“ in 5 Akten, uraufgeführt am Karneval 1721 im Teatro Sant’Angelo in Venedig. Eine überarbeitete Fassung wurde 1729 in Paris gespielt
- La fede ne’ tradimenti, „dramma per musica“ in 3 Akten, aufgeführt im Herbst 1721 am Teatro Sant’Angelo in Venedig
- Romolo e Tazio, „dramma per musica“ in 3 Akten, aufgeführt im Herbst 1722 am Teatro San Giovanni Crisostomo in Venedig

Arien und Instrumentalmusik
- Das fünfte Element der Welt, Serenade, Libretto von Giorgio Maria Rapparini, uraufgeführt im November 1718 in Heidelberg
- Serenata, um 1720/21 aufgeführt am Ospedale della Pietà in Venedig
- Tortorella, für Bass und Basso continuo
- Dia le mosse a miei contenti, Arie für Tenor, Altblockflöten, Tenor- und Bassblockflöte und Basso continuo.